# Georg Meyer (Politiker, 1872)
Georg Meyer (geb. 18. Dezember 1872 in Nördlingen; gest. 1. März 1950 in Bayreuth) war ein deutscher Politiker und von 1919 bis 1920 Mitglied des Bayerischen Landtags.
Bei der Wahl zum bayerischen Landtag Anfang 1919 wurden erstmals das Verhältniswahlrecht und das Frauenstimmrecht angewandt. Meyer zog für die SPD, die bei dieser Wahl 33 % der Mandate gewann, als Abgeordneter in den Landtag ein, dem er bis 1920 angehörte.
Spätestens ab 1927 und bis 1933 war Meyer, der mit dem Spitznamen „Faktor“ bedacht wurde, Aufsichtsratsvorsitzender der Wohnungsbaugenossenschaft Bauverein in Bayreuth. Kurz vor der Gleichschaltung des Bauvereins durch die Nationalsozialisten am 23. Mai 1933 trat er von diesem Posten zurück. Nach dem Zweiten Weltkrieg war Meyer von 1945 bis 1950 Vorstandsvorsitzender des Bauvereins.